# Esperstoft
Esperstoft er en landsby beliggende centralt i Sydslesvig ved Trenen. Administrativt hører landsbyen under Sølvested kommune i Slesvig-Flensborg kreds i den nordtyske delstat Slesvig-Holsten. I kirkelig henseende hører Esperstoft under Eggebæk Sogn. Sognet lå i Ugle Herred (Flensborg Amt) med mindre dele i Arns Herred (Gottorp Amt), da Slesvig var dansk indtil 1864.
Esperstoft er første gang nævnt 1462 som Esberstoft (Lib. cens.). På sønderjysk udtales bynavnet Espetåwt. Stednavnet henføres til personnavnet glda. Esbiorn (norrønt: Ásbiǫrn, dansk og norsk Asbjørn). Personnavnet er sammensat af as (norrønt: áss) og bjørn. Skolesproget i Esperstoft-Hønning Skole var dansk i årene før krigen i 1864. Området var tidligere skov- og moserigt. Derom minder natur- og gadenavne som Kalvemose (Kälbermoor) sydøst eller Hundemose nord for byen. Engarealer øst for byen kaldtes tidligere Kær, på vej mod Solbro for Skidenhale. Syd for byen munder Jydbæk Å i Trenen. Esperstoft grænser i vest til Jørl, i syd og sydvest til Treja og i øst til Skovby (Michaelis) Sogn. Nærliggende landsbyer er Solbro (Sollbrück, i Jørl Sogn), Esperstoftmark (Esperstoftfeld), Jydbæk (Jübek, i Skovby Sogn), Svidskov (Schwittschau), Gejlvang, Nedervad (Nedderwatt) og Hareborg (Harenburg, de fire sidstnævnte i Treja Sogn).